# Ixtlán de Juárez
Ixtlán de Juárez är en kommun i Mexiko.   Den ligger i delstaten Oaxaca, i den sydöstra delen av landet, 400 km sydost om huvudstaden Mexico City.
Följande samhällen finns i Ixtlán de Juárez:
- La Josefina
- Santa María Zoogochi
- Santiago Teotlasco
- Santo Domingo Cacalotepec
- San Gaspar Yagalaxi
- La Palma
- Santa María Josaa